# Eulemur collaris
Eulemur collaris, conhecido como lêmure-do-colarinho-marrom é uma espécie de lêmure pertencente à família Lemuridae. Eles tem uma postura horizontal, que é adequado ao seu modo predominante de movimentação. Esses lêmures também são capazes de saltar distâncias consideráveis, a sua longa cauda peluda ajudá-los a manter seu equilíbrio. A coloração deste lêmure é diferente entre os sexos. Os machos possuem dorso castanho-acinzentado, com uma cauda mais marrom-pálida e escura além de pernas com tons acinzentados. O focinho, a testa são cinza-escuro, essa cor tornar-se gradualmente mais pálida a medida que se estende para a parte de trás do pescoço. As bochechas são grossas e barba espessa. Os olhos de ambos os sexos são vermelho-alaranjados.
O lêmure-do-colarinho-marrom pertence aos primatas Strepsirrhini e uma das dez espécies de lêmures marrons na família Lemuridae. É encontrado apenas no sudoeste da Madagascar. Como a maioria das espécies de lêmures, são arbóreos, quadrúpedes e, ocasionalmente, saltam de árvore em árvore. Como outros lêmures marrons, que vivem em grupos sociais, comem principalmente fruta, e não exibem dominancia feminina sobre os machos.

## Anatomia e fisiologia
Um adulto de lêmure-do-colarinho-marrom pode alcançar um comprimento cabeça-corpo entre 39 e 40 cm e têm um comprimento de cauda entre 50 e 55 cm, com um comprimento total entre 89 e 95 cm. Tem um peso médio de 2,25 e 2,5 kg. Esse lêmure não demonstra o dimorfismo sexual. A tabela a seguir ilustra as diferenças de coloração entre os sexos:
|               | Macho                                                         | Fêmea                                                        |
| ------------- | ------------------------------------------------------------- | ------------------------------------------------------------ |
| Pele dorsal   | Acastanhado-cinzento                                          | Mais marrom e ruivo que o de machos                          |
| Pele ventral  | Cinza pálido                                                  | Cinza-claro pálido                                           |
| Cauda         | Cinza escuro com uma faixa escura ao longo da coluna          | O mesmo da pele dorsal                                       |
| Cabeça e face | Focinho e face são de cinza escuro ao preto                   | Cinza, com faixas mais escuras pela parte superior da cabeça |
| Bochecha      | De um ruivo-cremoso a marrom e a barba são grossas e espessas | Marrom com tons ruivos                                       |
| Olhos         | vermelho-alaranjados                                          | vermelho-alaranjados                                         |

Em estado selvagem, o intervalo dos lêmures-do-colarinho-marrom não se confundem com outros lêmures, por isso raramente é confundido com outras espécies. No entanto, em cativeiro pode ser facilmente confundido com o lêmure-da-cabeça-cinza devido à coloração semelhante. O lêmure-do-colarinho-marrom macho pode ser distinguido por sua cor nas bochechas, enquanto que o lêmure-da-cabeça-cinza macho tem uma barba branca na bochecha. As fêmeas das duas espécies são quase indistinguíveis.

## Ecologia

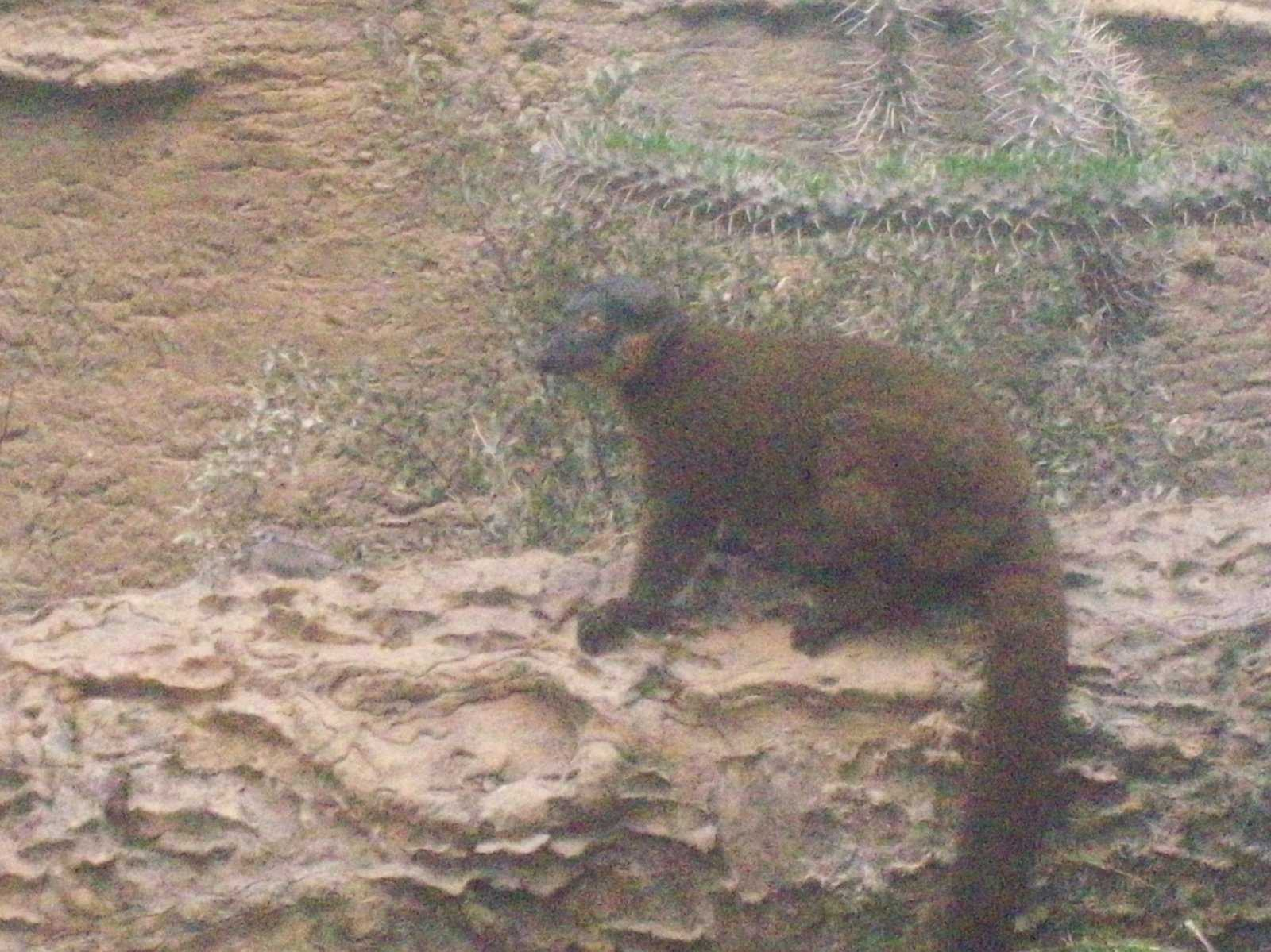
Lêmure-do-colarinho-marrom no zoológico

Encontrado em baixas altitudes e florestas tropicais do sudeste de Madagascar, esse lêmure fica em florestas do Kalambatritra e no sul do Rio Tôlanaro e Mananara. O Rio Mananara também atua como uma fronteira entre os intervalos do lêmure-do-colarinho-marrom and the lêmure-da-cabeça-cinza. O lêmure-do-colarinho-marrom pode ser visto na Zona de Conservação Mandena, na Reserva Particular de Saint Luce e do Parque Nacional Andohahela.

## Comportamento
Muito pouco se sabe sobre esta espécie uma vez que pouco tem sido pesquisado sobre esta espécie. Sabe-se que são principalmente frugívoras, bem como ativos de dia e noite durante todo o ano.
O lêmure-do-colarinho-marrom tende a viver em grupos sociais que são de vários machos e fêmeas, com grupos que variam em tamanho de três a sete. Densidades populacionais são estimadas em 14 indivíduos/km2, e parece ser comum dentro de sua escala. Ao contrário de muitas outras espécies de lêmures a dominância feminina não tem sido observada.
As fêmeas dão à luz uma prole entre outubro e dezembro. O envolvimento masculino com os jovens são comuns.

## Conservação

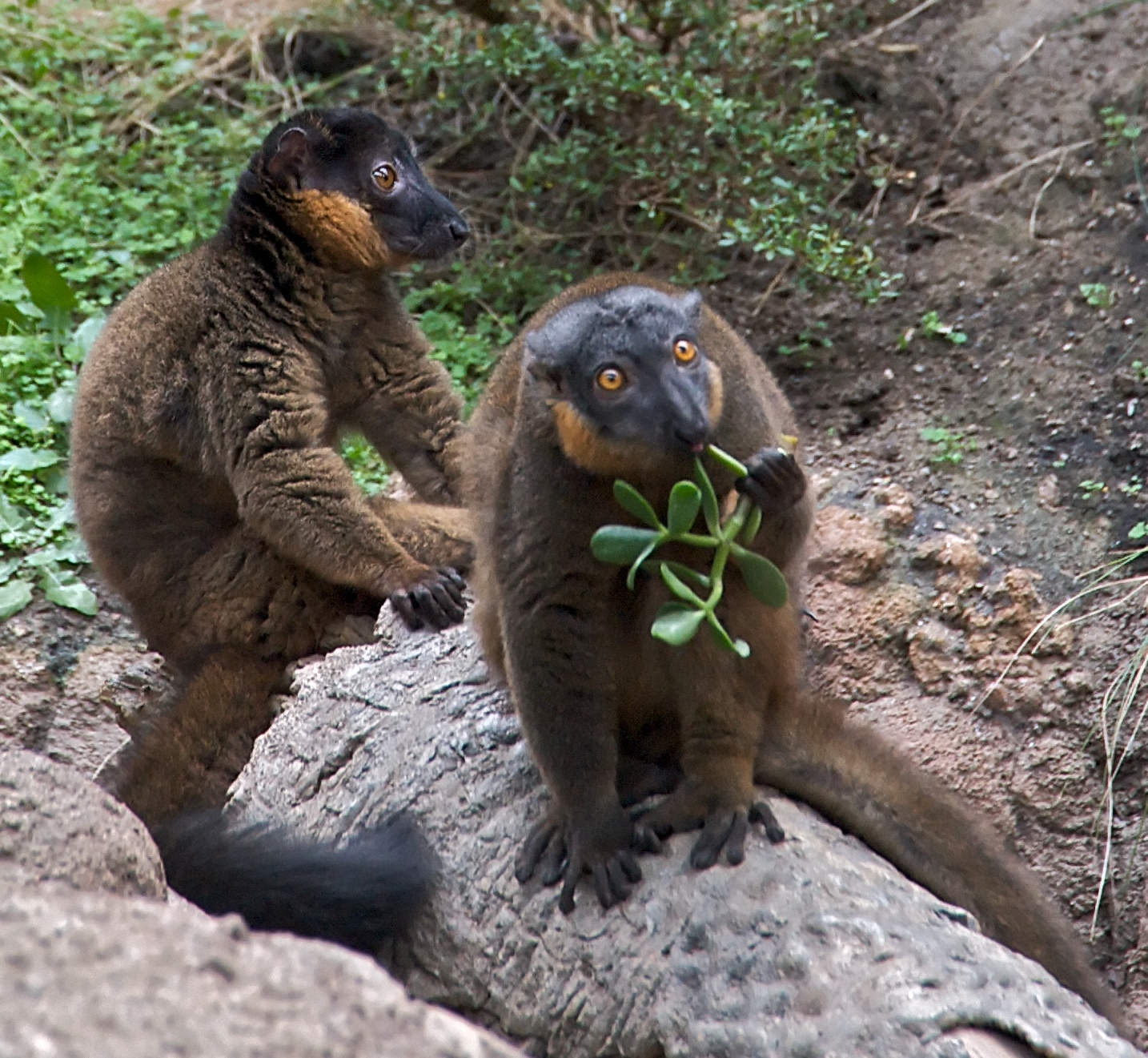
Casal de lêmures-do-colarinho-marrom.

O lêmure-do-colarinho-marrom foi listado como Vulnerável na avaliação de 2008 Lista Vermelha da IUCN. Sua maior ameaça é a perda do habitat de corte-e-queima para agricultura e a produção de carvão vegetal. Também é caçado para alimentação e capturados para o comércio local.
Um pequeno grupo de lêmure-do-colarinho-marrom foi introduzido na década de 1980 na Reserva Privada de Berenty e desde então vivem com outros lêmures também introduzidos como o lêmure-da-face-vermelha.